# New England 200 1998
New England 200 1998 var ett race som var den femte deltävlingen i Indy Racing League 1998. Racet kördes den 28 juni på New Hampshire International Speedway. Tony Stewart återtog kommandot över mästerskapet, genom att ta sin andra seger för säsongen. Scott Goodyear tog en stark andraplats för det nya teamet Panther Racing, medan Scott Sharp hängde på Stewart i mästerskapet, genom sin tredjeplats.

## Slutresultat
| Plats | Förare           | Team                   | Grid |
| ----- | ---------------- | ---------------------- | ---- |
| 1     | Tony Stewart     | Team Menard            | 6    |
| 2     | Scott Goodyear   | Panther Racing         | 5    |
| 3     | Scott Sharp      | Kelley Racing          | 4    |
| 4     | Davey Hamilton   | Nienhouse Motorsports  | 22   |
| 5     | Arie Luyendyk    | Treadway Racing        | 7    |
| 6     | Eliseo Salazar   | Riley & Scott Cars     | 17   |
| 7     | Buddy Lazier     | Hemelgarn Racing       | 18   |
| 8     | Mark Dismore     | Kelley Racing          | 13   |
| 9     | Eddie Cheever    | Cheever Racing         | 11   |
| 10    | Robby Buhl       | Team Menard            | 12   |
| 11    | Robby Unser      | Cheever Racing         | 18   |
| 12    | Sam Schmidt      | LP Racing              | 24   |
| 13    | Marco Greco      | Phoenix Racing         | 14   |
| 14    | Brian Tyler      | Team Pelfrey           | 25   |
| 15    | Buzz Calkins     | Bradley Motorsports    | 23   |
| 16    | Jack Miller      | Crest Racing           | 19   |
| 17    | Stan Wattles     | Metro Racing Systems   | 25   |
| 18    | Kenny Bräck      | A.J. Foyt Enterprises  | 8    |
| 19    | Raul Boesel      | McCormack Motorsports  | 9    |
| 20    | Donnie Beechler  | Cahill Racing          | 15   |
| 21    | Billy Boat       | A.J. Foyt Enterprises  | 1    |
| 22    | Jeff Ward        | ISM Racing             | 2    |
| 23    | J.J. Yeley       | Sinden Racing Services | 23   |
| 24    | Stéphan Grégoire | Chastain Motorsports   | 16   |
| 25    | Jack Hewitt      | PDM Racing             | 20   |
| 26    | John Paul Jr.    | Byrd-Cunningham Racing | 10   |